# Чемпионат малых стран Европы по волейболу среди мужчин 2015
Финальный этап 14-го чемпионата малых стран Европы по волейболу среди мужчин прошёл 19 по 21 июня 2015 года в Люксембурге с участием 4 национальных сборных команд.
В турнире приняли участие по две лучшие команды из квалификационных групп (Кипр, Люксембург, Фарерские острова, Шотландия). Чемпионский титул во 2-й раз в своей истории выиграла сборная Люксембурга.

## Формула розыгрыша
Турнир состоял из двух этапов — квалификационного и финального. Приоритетом при распределении итоговых мест служило общее количество побед, затем набранные очки, соотношение выигранных и проигранных партий, соотношение игровых очков, результат личной встречи. За победы со счётом 3:0 и 3:1 команды получали по 3 очка, за победы 3:2 — по 2, за поражения 2:3 — по одному, за поражения 0:3 и 1:3 очки не начислялись.

## Квалификация
Квалификационный турнир прошёл с 5 по 8 июня 2014 года на Кипре и в Исландии. Участники — Андорра, Исландия, Кипр, Люксембург, Северная Ирландия, Фарерские острова, Шотландия.

### Группа А
5—7 июня 2014. Лимасол (Кипр).
| М | Команда           | 1   | 2   | 3   | 4   | И | В | П | С/П | О |
| - | ----------------- | --- | --- | --- | --- | - | - | - | --- | - |
| 1 | Кипр              |     | 3:0 | 3:0 | 3:0 | 3 | 3 | 0 | 9:0 | 9 |
| 2 | Фарерские острова | 0:3 |     | 3:0 | 1:3 | 3 | 1 | 2 | 4:6 | 3 |
| 3 | Северная Ирландия | 0:3 | 0:3 |     | 3:0 | 3 | 1 | 2 | 3:6 | 3 |
| 4 | Андорра           | 0:3 | 3:1 | 0:3 |     | 3 | 1 | 2 | 3:7 | 3 |

5 июня: Андорра — Фарерские острова 3:0 (27:29, 25:21, 25:23, 25:20); Кипр — Северная Ирландия 3:0 (25:12, 25:11, 25:19).
6 июня: Северная Ирландия — Андорра 3:0 (25:21, 25:23, 29:27); Кипр — Фарерские острова 3:0 (25:19, 25:10, 25:14).
7 июня: Фарерские острова — Северная Ирландия 3:0 (25:23, 25:17, 25:23); Кипр — Андорра 3:0 (25:11, 25:14, 25:11).

### Группа В
6—8 июня 2014. Рейкьявик (Исландия).
| М | Команда    | 1   | 2   | 3   | И | В | П | С/П | О |
| - | ---------- | --- | --- | --- | - | - | - | --- | - |
| 1 | Люксембург |     | 3:0 | 3:2 | 2 | 2 | 0 | 6:2 | 5 |
| 2 | Шотландия  | 0:3 |     | 3:0 | 2 | 1 | 1 | 3:3 | 3 |
| 3 | Исландия   | 2:3 | 0:3 |     | 2 | 0 | 2 | 2:6 | 1 |

6 июня: Шотландия — Исландия 3:0 (25:13, 25:15, 25:21).
7 июня: Люксембург — Шотландия 3:0 (25:22, 25:14, 26:24).
8 июня: Люксембург — Исландия 3:2 (18:25, 26:24, 25:16, 29:31, 16:14).

### Итоги
По итогам квалификации путёвки в финальный турнир получили по две лучшие команды из групп —  Кипр,  Люксембург,  Фарерские острова и  Шотландия, .

## Финальный этап
19—21 июня 2015. Люксембург (Люксембург).
Финальный этап состоял из однокругового турнира, по результатам которого была определена итоговая расстановка мест.
| М | Команда           | 1   | 2   | 3   | 4   | И | В | П | С/П | О |
| - | ----------------- | --- | --- | --- | --- | - | - | - | --- | - |
| 1 | Люксембург        |     | 3:2 | 3:0 | 3:1 | 3 | 3 | 0 | 9:3 | 8 |
| 2 | Кипр              | 2:3 |     | 3:0 | 3:0 | 3 | 2 | 1 | 8:3 | 7 |
| 3 | Шотландия         | 0:3 | 0:3 |     | 3:0 | 3 | 1 | 2 | 3:6 | 3 |
| 4 | Фарерские острова | 1:3 | 0:3 | 0:3 |     | 3 | 0 | 3 | 1:9 | 0 |

19 июня: Кипр — Шотландия 3:0 (25:21, 25:21, 25:20); Люксембург — Фарерские острова 3:1 (25:14, 25:16, 17:25, 25:11).
20 июня: Шотландия — Фарерские острова 3:0 (25:22, 25:19, 25:17); Люксембург — Кипр 3:2 (26:24, 14:25, 25:23, 23:25, 15:11).
21 июня: Кипр — Фарерские острова 3:0 (25:12, 25:18, 25:11); Люксембург — Шотландия 3:0 (25:22, 25:16, 25:14).

## Итоги

### Положение команд
| Люксембург           |
| Кипр                 |
| Шотландия            |
| 4. Фарерские острова |

### Призёры
Люксембург: Доминик Юзи, Оливер де Кастро, Камил Рыхлицки, Арно Марольд, Жиль Браас, Ян Люкс, Ральф Ленц, Стив Вебер, Тим Лаверт, Крис Зюйдберг, Франтишек Восагло, Макс Функ. Главный тренер — Буркхард Диш.
 Кипр: Константинос Пафитис, Габриэль Георгиу, Панайотис Хризостому, Владимир Кнежевич, Иоаннис Контос, Константинос Тофиас, Антимос Экономидес, Маринос Папахристодулу, Христодулос Антониадес, Августинос Панайотидис, Димитрос Апостолу. Главный тренер — Димитр Лечев.
 Шотландия: Алистер Галоуэй, Марк Маклохлин, Стюарт Маккензи, Кристофер Ламонт, Райан Маклеод, Скотт Уилсон, Марк Макгиверн, Найол Коллин, Шон Кук, Шон Хендри, Коннор Бойл, Грэм Споуарт. Главный тренер — Томас Доуэнс.

### Индивидуальные призы
MVP:  Камиль Рыхлицки;
Лучшие нападающие-доигровщики:  Камиль Рыхлицки,  Владимир Кнежевич;
Лучший центральные блокирующие:  Марк Макгиверн,  Ральф Ленц;
Лучший диагональный нападающий:  Габриэль Георгиу;
Лучший связующий:  Антимос Экономидес;
Лучший либеро:  Стюарт Маккензи.